# Indigofera hinanensis
Indigofera hinanensis är en ärtväxtart som beskrevs av Hse Tao Tsai och Ta Fuh Yu. Indigofera hinanensis ingår i släktet indigosläktet, och familjen ärtväxter. Inga underarter finns listade i Catalogue of Life.